# Liste der Monuments historiques in Périgny-la-Rose
Die Liste der Monuments historiques in Périgny-la-Rose führt die Monuments historiques in der französischen Gemeinde Périgny-la-Rose auf.

## Liste der Immobilien
| Bezeichnung    | Beschreibung           | Standort               | Kennzeichnung | Schutzstatus | Datum | Bild           |
| -------------- | ---------------------- | ---------------------- | ------------- | ------------ | ----- | -------------- |
| Kirche St-Rémy | ab dem 12. Jahrhundert | Rue de l’Église (Lage) | PA00078178    | Inscrit      | 1926  | weitere Bilder |

## Liste der Objekte
| Bezeichnung                | Beschreibung                                                                       | Standort                     | Kennzeichnung | Schutzstatus | Datum | Bild |
| -------------------------- | ---------------------------------------------------------------------------------- | ---------------------------- | ------------- | ------------ | ----- | ---- |
| Taufbecken                 | Kalkstein, 16. Jahrhundert; Kupferdeckel, bezeichnet 1829                          | in der Kirche St-Rémy (Lage) | PM10001459    | Classé       | 1913  |      |
| Hauptaltar                 | Altartisch, Altaraufbau und Retabel; Holz, farbig gefasst, 17. und 18. Jahrhundert | in der Kirche St-Rémy (Lage) | PM10004048    | Inscrit      | 1982  |      |
| Skulptur Heiliger Remigius | Kalkstein, farbig gefasst, 16. oder 17. Jahrhundert                                | in der Kirche St-Rémy (Lage) | PM10004049    | Inscrit      | 1983  |      |
| Skulptur Madonna mit Kind  | Kalkstein, farbig gefasst, 16. Jahrhundert                                         | in der Kirche St-Rémy (Lage) | PM10001460    | Classé       | 1939  |      |
| Kanzel                     | Holz, bemalt und vergoldet, 17. Jahrhundert                                        | in der Kirche St-Rémy (Lage) | PM10001461    | Classé       | 1984  |      |
| Lesepult                   | Schmiedeeisen, 18. Jahrhundert                                                     | in der Kirche St-Rémy (Lage) | PM10001462    | Classé       | 1984  |      |
| Zwei Kredenzen             | Holz, 18. Jahrhundert                                                              | in der Kirche St-Rémy (Lage) | PM10004050    | Inscrit      | 1983  |      |